# Allium subangulatum
Allium subangulatum — вид рослин з родини амарилісових (Amaryllidaceae); ендемік Китаю.

## Опис
Цибулини щільно скупчені, циліндричні, 0.5–1 см у діаметрі; оболонка від жовтувато-коричневої до темно-каштаново-коричневої. Листки коротші від стеблини, ≈ 1 мм завширшки, півкруглі в перерізі, поля шершаво-дрібнозубчасті, рідко гладкі. Стеблина 15–35 см, кругла в перерізі, вкрита листовими піхвами лише в основі. Зонтик півкулястий, густо багатоквітковий. Оцвітина від пурпурно-червоної до блідо-пурпурно-червоної; сегменти з червоною серединною жилкою; зовнішні від яйцюватих до вузькояйцюватих, 6–8.5 × 2.5–3 мм; внутрішні довгасто-яйцюваті, трохи довші, ніж зовнішні. Період цвітіння й плодоношення: червень — серпень.

## Поширення
Ендемік Китаю — Ганьсу, Нінся, Цінхай.
Населяє сонячні та сухі схили.